# 東大阪市立八戸の里東小学校
東大阪市立八戸の里東小学校（ひがしおおさかしりつ やえのさとひがししょうがっこう）は、大阪府東大阪市中小阪五丁目にある公立小学校。
1979年に東大阪市立八戸の里小学校より分離開校した。

## 沿革
- 1979年4月8日 - 東大阪市立八戸の里東小学校として開校。開校式を実施。
- 1982年4月 - 校区変更。従来の東大阪市立意岐部小学校校区の一部を編入。

## 通学区域
- 東大阪市 下小阪4丁目（一部）、中小阪4丁目（一部）、中小阪5丁目、瓜生堂3丁目、西岩田3丁目(一部)、若江西新町1丁目～5丁目。

卒業生は基本的に東大阪市立小阪中学校に進学する。

## 交通
- 近鉄奈良線 八戸ノ里駅 南東へ約800m。